# Tour de Tunisie
Die Tour de Tunisie ist ein tunesisches Etappenrennen. Es gehörte 2004 zur UCI Africa Tour (Klasse 2.5), das zugleich das vorerst letzte Rennen war. Im Jahr 2016 wurde wieder ein Radrennen durchgeführt.

## Geschichte
1953 organisierte ein tunesischer Fahrrad-Club in Zusammenarbeit mit einer tunesischen Zeitung die erste Ausgabe dieses Rennens. 73 Radrennfahrer, darunter 11 Tunesier, starteten das Rennen. Der Tunesier Béchir Mardassi gewann das Rennen. Wegen der großen Beteiligung wurden 1954 und 1955 weitere Rennen gestartet.
Die nächste Ausgabe fand erst 1959 statt; die Organisation wurde diesmal von der tunesischen Zeitung Le Sport übernommen und – mit einer Unterbrechung 1963 – bis 1964 jährlich ausgeführt. Diese fünf Fahrten waren wohl die bedeutendste Zeit des Rennens. Internationale Stars, wie Walter Godefroot, Gösta Pettersson und Lucien Aimar waren Teilnehmer.
1978 wurde die Rundfahrt wieder gestartet. Dieses Mal organisierte der tunesische Radsportverband in Zusammenarbeit mit einer tunesischen Zeitung die Fahrt. Bis 1997 wurde das Rennen jährlich ausgeführt, mit einer Ausnahme, 1984. 1983–1988 wurde das Rennen von Deutschen und Polen gewonnen. Eine folgende tunesische Siegesserie wurde 1994, wieder von einem Deutschen, unterbrochen. 1997 gewann mit Patrick Moster der letzte deutsche Fahrer.
Von 2000 bis 2004 wurde das Rennen wieder jährlich durchgeführt und pausierte dann bis zum Jahr 2016.

## Siegerliste
| Jahr      | Sieger                | Zweiter             | Dritter              | KM    | Punktwertung       | Kommentar               |
| 1953      | Béchir Mardassi       | André Alcaraz       | Abdelkader Bennoui   | 1184  | -                  |                         |
| 1954      | Étienne Amelijnck     | Jacques Bianco      | Paul Debadts         | 1427  | -                  |                         |
| 1955      | Jean Hobjanian        | Béchir Mardassi     | André Alcaraz        | 1395  | -                  |                         |
| 1956–1958 | nicht ausgetragen     |                     |                      |       |                    |                         |
| 1959      | Göran Karlsson        | Frits Knoops        | Knut Karlsson        | 1420  | ?                  |                         |
| 1960      | Constant Goossens     | Karl Johansson      | Werner Swaneveld     | 1537  | ?                  |                         |
| 1961      | Jean-Claude Lebaube   | Hans Scheibner      | Owe Adamsson         | 1470  | ?                  |                         |
| 1962      | Sergey Korge          | Gösta Pettersson    | Jaap de Waard        | 1562  | ?                  |                         |
| 1964      | Gösta Pettersson      | Lucien Aimar        | Walter Godefroot     | 1894  | Walter Godefroot   |                         |
| 1965–1977 | nicht ausgetragen     |                     |                      |       |                    |                         |
| 1978      | Mustapha Nejjari      | Mustapha Afandi     | Mohamed Adlaoui      | 1346  | ?                  |                         |
| 1979      | Moncef Ayed           | Moncef Hached       | Hamid Chibane        | 1305  | ?                  |                         |
| 1980      | Hans Koot             | Piet Kuijs          | Herman Winkel        | 1190  | Piet Kuijs         |                         |
| 1981      | Mustapha Nejjari      | Brahim Ben Bouila   | Mehdi Aziz           | 1463  | ?                  |                         |
| 1982      | Mohamed Aït Oufkir    | Abdelwahab Damergi  | Saïd Kadri           | 1317  | ?                  |                         |
| 1983      | Uwe Ampler            | Michael Prix        | Andreas Lux          | 1380  | ?                  |                         |
| 1984      | nicht ausgetragen     |                     |                      |       |                    |                         |
| 1985      | Frank Karraß          | Farouk Hamza        | Jallel Marrouche     | 1058  | ?                  |                         |
| 1986      | Uwe Zeidler           | Maik Landsmann      | Thomas Schenderlein  | 968   | ?                  |                         |
| 1987      | Edward Kaczmarczyk    | Mieczysław Pluciak  | Thomas Schmidt       | 1338  | ?                  |                         |
| 1988      | Zbigniew Albin        | Wieslaw Matuszek    | Paweł Bartkowiak     | 1282  | ?                  |                         |
| 1989      | Sebti Benzine         | Mohamed Bilal       | Abderrazak Ayari     | 1227  | ?                  |                         |
| 1990      | Hatem Denguir         | Samir Souissi       | Ali Marrouche        | 1050  | Mohamed Yazidi     |                         |
| 1991      | Mohamed Yazidi        | Jürgen Blümmel      | Reinhard Runge       | 1099  | Peter Rohracker    |                         |
| 1992      | Ali Marrouche         | Moussa Abdelhannan  | Nabhan Mohamed       | 1083  | ?                  |                         |
| 1993      | Ali Marrouche         | Ahmed Ben Jeddou    | Mehrez Khelifi       | 1100  | ?                  |                         |
| 1994      | Christian Lademann    | Abdelwahed Latrech  | Abdelkader Rahmani   | 1292  | Abdelkader Rahmani |                         |
| 1995      | Lemjed Belkadhi       | Leonid Timchenko    | Karim Jendoubi       | 1339  | ?                  |                         |
| 1996      | Amr El Nadi           | Yuriy Metlushenko   | Nordine Haouchine    | 1339  | ?                  | UCI 2.6                 |
| 1997      | Patrick Moster        | Mark Weber          | Ingo Moster          | 1279  | Yuriy Metlushenko  | UCI 2.5                 |
| 1998–1999 | nicht ausgetragen     |                     |                      |       |                    |                         |
| 2000      | Hichem Mennad         | Hisham Abdelbaki    | Omar Slimane Zitoune | 900   | ?                  |                         |
| 2001      | Ahmed M'Raihi         | Mohamed Abdelfattah | Brahim El Ouaret     | 1053  | ?                  |                         |
| 2002      | Ahmed M'Raihi         | Mohamed Abdelaziz   | Driss Anezroud       | 849   | ?                  |                         |
| 2003      | Brahim Lachheb        | Abdelati Saadoune   | Redouane Salah       | 855   | ?                  |                         |
| 2004      | Jeremy Maartens       | Alfonso Falzarano   | Simone Biasci        | 1166  | Malcolm Lange      | UCI 2.5                 |
| 2005–2008 | annulliert            |                     |                      |       |                    |                         |
| 2009–2015 | nicht ausgetragen     |                     |                      |       |                    |                         |
| 2016      | Abderrahmane Mansouri | Reda Aadel          | Thomas Vaubourzeix   | 550   | -                  | UCI 2.2 UCI Africa Tour |
| 2017      | Matthias Legley       | Jerome Pulidori     | Ali Nouisri          | 795,5 | Lucas Carstensen   | UCI 2.2 UCI Africa Tour |